# Bommenahalli, Kunigal
Bommenahalli là một làng thuộc tehsil Kunigal, huyện Tumkur, bang Karnataka, Ấn Độ.